# Palirika
Palirika (лат.) — род двукрылых из семейства жужжал. Австралия. Известно около 10 видов.

## Этимология
Название рода Palirika происходит от термина австралийских аборигенов, означающего «красивый», используемый племенем Paakantyi из засушливых районов западного Нового Южного Уэльса, где наибольшее разнообразие этого рода.

## Описание
Средние и крупные мухи-жужжала, длина крыльев от 10 мм до 25 мм. От близких родов отличается следующими признаками: на теле металлически блестящие округлые чешуйки, чёрные, отражающие синий, синевато-чёрный, зелёный или бордовый цвет, без белых или жёлтых чешуек на тергитах T2—7 или на стернитах S2—7. В крыльях только одна поперечная жилка i-r между R2+3 и R4.
К роду относится крупнейший вид семейства Palirika marginicollis с размахом до 45 мм.

## Классификация
В мировой фауне насчитывается около 10 видов (Exoprosopini, Anthracinae).
- Palirika anaxios Lambkin & Yeates, 2003
- Palirika basilikos Lambkin & Yeates, 2003
- Palirika blackdownensis Lambkin & Yeates, 2003
- Palirika bouchardi Lambkin & Yeates, 2003
- Palirika cyanea Lambkin & Yeates, 2003
- Palirika danielsi Lambkin & Yeates, 2003
- Palirika decora Lambkin & Yeates, 2003
- Palirika marginicollis (Gray, 1832) (=Exoprosopa marginicollis)
- Palirika whyalla Lambkin & Yeates, 2003
- Palirika viridula Lambkin & Yeates, 2003

## Распространение
Представители рода встречаются в Австралии.